# Prudens van Duyse

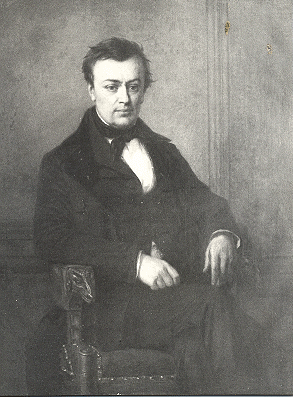
Prudens van Duyse.

Prudentius van Duyse o Prudens van Duyse (Dendermonde, 17 de septiembre de 1804-Gante, 13 de noviembre de 1859) fue un escritor flamenco. Comenzó su carrera como un administrativo de una notaría, pero después estudió Derecho en la Universidad de Gante, donde se graduó en 1832. En 1836, se convirtió en archivero de la ciudad de Gante. Fue cofundador de la organización De tael is gansch het volk («Idioma es todo el pueblo») y fue uno de los pioneros del movimiento flamenco. A comienzos de su carrera literaria, escribió poesía llamada nacional, pero su verdadero debut fue con el poema Lofdicht op de Nederlandsche taal, que escribió en 1829. Publicó sus mejores poemas en Het klaverblad (1848) y en Nazomer (1859). 